# Tomb Raider
Tomb Raider é uma série de jogos eletrônicos de ação-aventura, histórias em quadrinhos e filmes tendo como protagonista, a personagem Lara Croft. Desde o lançamento do primeiro Tomb Raider em 1996, as séries tiveram um grande lucro e Lara transformou-se num dos principais ícones da indústria de videogames. O Guiness World Book Records reconheceu Lara Croft como "a Melhor Aventureira Heroína do Mundo de videogame mais bem sucedida" em 2006.
Seis jogos da série foram desenvolvidos pela Core Design, e os três últimos pela Crystal Dynamics. Todos os jogos foram publicados pela Eidos Interactive, que mantém os direitos dos personagens e a marca registrada de Tomb Raider. Para o cinema, Lara Croft: Tomb Raider e Lara Croft Tomb Raider: The Cradle of Life foram produzidos, estrelando a atriz americana Angelina Jolie como Lara Croft. Todos os jogos Tomb Raider venderam mais de 100 milhões de unidades, fazendo uma das séries de videogames mais vendidas de todos os tempos.

## Lara Croft

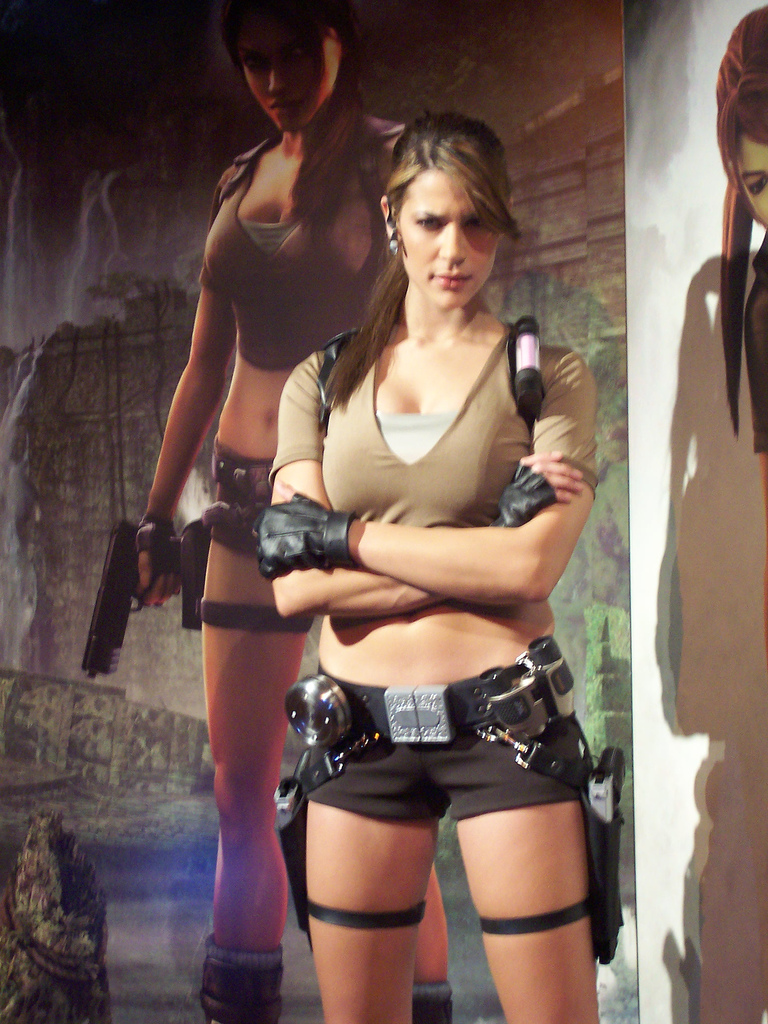
Karima Adebibe: uma das modelos que representaram Lara Croft.

A personagem central de Tomb Raider é a arqueóloga britânica Lara Croft, uma personagem feminina similar a Indiana Jones. De acordo com a história oficial, o interesse de Lara pelo tomb raiding foi despertado em idade já adiantada, ela como uma anfitriã passou seu grande tempo estudado em Wimbledon, mas seu confinamento na alta sociedade, a que seus pais pertenciam, a impediu de optar ativamente por essa carreira. Tudo isso muda após uma viagem ao Himalaia: o avião em que Lara viajava sofre um acidente, do qual ela é a única sobrevivente. A experiência alterou sua vida completamente, impelindo-a a viajar pelo mundo e aprender sobre as diversas civilizações antigas. Em consequência, foi repudiada por seu pai, Lorde Richard (Henshingly) Croft, passando a trabalhar como arqueóloga contratada, adquirindo artefatos e tesouros raros para museus e colecionadores ricos de todo o mundo, além dela mesma.
Lara foi criada pelo designer Toby Guard. Aparece quase sempre em calças castanhas/marrons curtas, um top verde, coldres em ambos os lados dos quadris para o par de pistolas que é sua marca registrada, e uma pequena mochila de couro. No decorrer da série houve ajustes menores na aparência, tais como características faciais mais lisas, variações no tamanho do busto e a movimentação do cabelo.
Diversas atrizes na vida real foram modelos de Lara Croft, mais notavelmente as britânicas Nell McAndrew e Rhona Mitra, além de Angelina Jolie nos filmes Tomb Raider. Além disso, encarnar Lara Croft em convenções de jogos é um meio popular de divulgar o trabalho de personificação/modelagem. Dez anos após o lançamento do jogo original, Lara é ainda um dos personagens de videogame mais populares e reconhecidos do setor.
| Tomb Raider Jogos: Tomb Raider/Anniversary Tomb Raider II Tomb Raider III Tomb Raider: The Last Revelation Tomb Raider Chronicles Tomb Raider: The Angel of Darkness Tomb Raider: Legend Tomb Raider: Underworld Tomb Raider (2013) Rise of the Tomb Raider Shadow of the Tomb Raider Vilcabamba Grécia Egipto Atlantida Maria Doria Veneza A Grande Muralha da China Tibete Inglaterra Antárctica Pacífico Sul Índia Nevada Angkor Wat Roma Nova Iorque Irlanda Zapadnaya Litsa Praga Paris Tiwanaku Paraíso Japão Gana Nepal Cazaquistão Tailândia México Ilha de Jan Mayen Mar de Andamão Mar Ártico Síria Sibéria Peru |

## Características do jogo
O primeiro jogo da série foi publicado pela Eidos Interactive para o Sega Saturn e posteriormente portado para a PlayStation. Ironicamente, foi um dos jogos responsáveis pela ascensão da Sony na indústria dos videogames, apesar de ter nascido na consola/console da concorrente.
O jogo apresenta, em um mundo totalmente 3D, uma série de túmulos/tumbas, calabouços e outras localizações, por onde o jogador tem de guiar Lara, matando animais perigosos e outras criaturas sobrenaturais (zumbis, demônios, etc.), enquanto coleciona objetos e resolve enigmas.
Tomb Raider é um dos exemplos mais antigos do gênero 3D. O jogo é caracterizado como aventura e ação em terceira pessoa. Cada jogo da série introduziu novas armas e movimentos, por exemplo, em The Last Revelation Lara pode atravessar abismos por meio de cordas e em Legend, foi introduzido um gancho magnético, que pode ser usado também para atravessar abismos, assim como para puxar objetos de metal.
Quanto aos inimigos, que na primeira aventura eram predominantemente animais e zumbis, posteriormente tornaram-se mais inteligentes e, em boa parte, vieram a se tornar humanos. Os gráficos, as cenas em computação gráfica e os quebra-cabeças melhoraram. A personagem também passou a explorar locais mais abertos, além de templos e locais inóspitos no geral.
As histórias são geralmente baseadas na procura de poderosos artefatos, com Lara Croft numa corrida contra uma sinistra liga de bandidos. Esses artefatos geralmente são místicos e podem inclusive ter poderes sobrenaturais.

## Linha do tempo
As seguintes versões foram publicadas até agora:
Primeira Geração
- Tomb Raider: Atlantean Scion (1996) - PlayStation, Sega Saturn, PC, N-Gage
  - Tomb Raider Gold: Unfinished Business (1997) - PC
- Tomb Raider II: The Dagger of Xian (1997) - PlayStation, PC
  - Tomb Raider II Gold: The Golden Mask (1998) - PC
- Tomb Raider III: Adventures of Lara Croft (1998) - PlayStation, PC
  - Tomb Raider Gold: The Lost Artifact (1999) - PC
- Tomb Raider: The Last Revelation (1999) - PlayStation, Sega Dreamcast, PC
- Tomb Raider: Chronicles (2000) - PlayStation, Sega Dreamcast, PC
- Tomb Raider: The Angel of Darkness (2003) - PlayStation 2, PC

Segunda Geração
- Lara Croft Tomb Raider: Legend (2006) - PlayStation 2, PSP, Xbox, Xbox 360, PC, Nintendo DS,Nintendo GameCube, GameBoy Advance e PlayStation 3.
- Lara Croft Tomb Raider: Anniversary (2007) - PlayStation 2, PSP, PC, Nintendo Wii, Xbox 360 e PlayStation 3.
- Lara Croft Tomb Raider: The Action Adventure (2007) - DVD.
- Tomb Raider: Underworld (2008) - PlayStation 2, PlayStation 3, Xbox 360, PC, Nintendo Wii e Nintendo DS.
  - Tomb Raider Underworld: Beneath the Ashes (2009) - Xbox 360
  - Tomb Raider Underworld: Lara's Shadow (2009) - Xbox 360

Terceira Geração
- Lara Croft and The Guardian of Light (2010) - Xbox 360, PlayStation 3, PC.
- Tomb Raider (2013) - PC, PlayStation 3, Xbox 360.
- Tomb Raider: Defintive Edition (2014) - PlayStation 4, Xbox One
- Lara Croft and the Temple of Osiris (2014) - PC, PlayStation 4, Xbox One.
- Rise of the Tomb Raider (2015/2016) - Xbox 360, Xbox One, PC, PlayStation 4
- Shadow of the Tomb Raider (2018) - Xbox One, PC, PlayStation 4

Em adição a estes jogos, as seguintes versões portáteis foram lançadas:
- Tomb Raider: The Nightmare Stone (2000) - Game Boy Color
- Tomb Raider: Curse Of The Sword (2001) - Game Boy Color
- Tomb Raider: The Prophecy (2002) - Game Boy Advance

Tomb Raider também recebeu jogos para smartphones.
- Lara Croft: Relic Run (2015) - Windows Phone, Android, iOS
- Lara Croft Go (2015) - Windows Phone, Android, iOS

## Prêmios mais importantes
- Em 1998, Tomb Raider ganhou o Origins Award de Melhor jogo de ação de 1997 com Tomb Raider II: The Dagger of Xian.
- Em 2006, Tomb Raider ganhou o prémio de Melhor Jogo do Ano de 2006 com Tomb Raider: Legend.

## Lista dos jogos

### Atlantean Scion
Contratada por Jacqueline Natla para encontrar as três partes de um artefato designado por Scion, Lara investiga ruínas de antigas civilizações do Peru, Egito e Grécia, até encontrar a lendária Atlântida. De quebra, torna-se a primeira heroína a enfrentar um tiranossauro rex.

#### Gold: Unfinished Business
Este jogo é um complemento de Tomb Raider I. Trata-se de 4 fases adicionais, às quais Lara Croft volta ao Egito e à Atlântida a fim de terminar por completo o que ela havia feito na edição anterior.

### Tomb Raider II
Em busca da Adaga de Xian, que contém o poder de transformar seu usuário em um dragão, Lara viaja para a Grande Muralha da China, os canais de Veneza, um navio naufragado e as montanhas do Tibete.

#### Gold: The Golden Mask
Lara agora está em busca da máscara de Tornarsuk, a máscara de ouro. Ela passa por uma base militar russa, depois na ilha de Shangrila. Ela até ter que reenfrentar o pássaro monstro e os tiranossauros que ela enfrentou em Tomb Raider II. Na fase Nightmare in Vegas, Lara recupera a máscara de ouro, enfrentando pela terceira vez o pássaro monstro, além de reenfrentar o Tiranossauro Rex.

### Adventures of Lara Croft
Dessa vez, Lara procura pelos quatro pedaços de um meteoro com estranhos poderes, visitando a Índia, Londres, a base secreta Área 51, Deserto de Nevada, uma ilha tropical no Pacífico Sul e a Antártida. Antes de partir, reforma sua mansão para instalar um novo campo de treino e uma pista de corrida de quadriciclos.

#### Gold: The Lost Artifact
Lara descobre a existência de mais um quinto artefato (oriundo do mesmo meteoro de Tomb Raider III) e parte a sua busca, em uma pequena jornada decorrida em 6 cenários, tendo como chefe final, a mesma vilã Sophia Leigh das fases de Londres de Tomb Raider III).

### The Last Revelation
De volta ao Egito, Lara acidentalmente desperta o deus egípcio Seti e passa o resto do tempo tentando consertar o estrago, até acabar aprisionada junto com ele, debaixo de uma pirâmide. Algumas cenas contam com a participação especial de Werner Von Croy no papel de tutor que treina Lara quando jovem na primeira fase do jogo. O jogo na época deixou saudade dos fãs. Acreditava-se até então que Lara havia morrido e terminava-se assim a saga.

### Chronicles
Lara Croft está supostamente morta. Alguns amigos da aventureira reúnem-se na casa dela e começam a relembrar várias aventuras dela. As histórias narradas são em Roma, Rússia, Irlanda do Norte e Nova Iorque. Mais tarde, Von Croy descobre que Lara não esta morta e em fim, ela ressuscitou-se e saiu contando a historia de deus Horus completa para Von Croy.

### The Angel of Darkness
Este jogo sofreu sucessivos atrasos antes de ser lançado para PC e Playstation 2, acabando por ser lançado três anos depois de Chronicles. Lara recebe um telefonema de Von Croy, pedindo para que ela o ajude a encontrar as Pinturas Obscuras, antigos quadros do século XIV. Ao chegar ao apartamento de Von Croy e depois de uma discussão, Lara acorda e encontra seu tutor Von Croy morto, e passa a ser a principal suspeita deste crime. Agora, além de fugir da polícia, Lara ainda precisa encontrar um homem chamado Eckhardt, sua única pista sobre o assassinato de Von Croy. São 29 fases, divididas entre Paris e Praga. Em algumas fases em vez de se controlar Lara Croft jogamos com Kurtis Trent, que deseja vingar a morte de seu pai.

### Legend
Quando criança, Lara Croft sofre um acidente de avião junto com sua mãe. Elas caem num local desconhecido no Nepal e um incidente peculiar ocorre com a mãe de Lara, levando-a através de um portal para uma outra dimensão. Anos mais tarde, Lara ,já crescida, resolve desvendar os mistérios que acercam a espada Excalibur, que está intimamente relacionada ao desaparecimento de sua mãe decidindo recuperar todos os fragmentos desta enigmática espada a fim de entender o que se passou naquele infeliz episódio de sua infância. No decorrer da história, nossa heroína descobre por meio de sua maior inimiga deste jogo, Amanda, que sua mãe foi levada à lendária ilha de Avalon, criando assim, a base de um contexto para o próximo jogo da série.

### Anniversary
Tomb Raider Anniversary é um remake do primeiro jogo da série Tomb Raider (ver Atlantean Scion), trazendo a mesma história, (porém, desenvolvida na mesma estrutura gráfica de Tomb Raider: Legend) em comemoração aos 10 anos da série. Para entender melhor a nova biografia, a história possui pontos diferentes de TR:I. As fases foram totalmente remodeladas de acordo com a capacidade tecnológica atual, assim como na edição anterior, Tomb Raider Anniversary  ultrapassa a resolução gráfica de nove mil polígonos, mais precisamente, está em torno da casa de 9800 polígonos. Apesar de remodelados, os níveis ainda mantêm alguns locais de exploração que nos trazem a sensação de "eu já passei por aqui antes", isto é, faz alusão a cenários marcantes do jogo original como: a grande arena de The Coliseum ou mesmo a gigantesca esfinge de The Sanctuary of the Scion. A jogabilidade manteve-se praticamente a mesma do jogo anterior, sendo acrescentados apenas alguns novos movimentos como, por exemplo, se equilibrar em superfícies mínimas e o modo Adrenaline Dodge. O jogo repercutiu muito bem no início de junho de 2007, quando foi lançado.

### Underworld
Tomb Raider Underworld é o oitavo capítulo da série (Anniversary não conta, por ser um remake). Sua história acontece logo depois dos fatos ocorridos em Legend e Anniversary. Neste jogo, Lara Croft está atrás do poderoso "Martelo de Thor" (Mjolnir), que só funciona quando Lara possuir as Luvas de Thor e o Cinturão de Thor . Lara visitará o sul do México, mar Mediterrâneo, Tailândia, subterrâneo da Mansão Croft, Valhalla e Helheim (Avalon).

#### Beneath the Ashes
Beneath the Ashes é uma expansão de Underworld, que sairá como um DLC (somente para Xbox 360). Os acontecimentos passam-se a seguir a história de TR:Underworld, com Lara Croft de volta ao subterrâneo, para descobrir uma parte da história que ficou por descobrir...onde está o artefato que controla os inimigos Thralls. Lara entra numa perigosa aventura num submundo desconhecido, que poderá revelar uma história completamente diferente da que conhecemos, dando asas à segunda expansão do jogo.

#### Lara's Shadow
Outra expansão de Tomb Raider Underworld, também somente para Xbox 360. Desta vez o jogador controla a clone de Lara(que se chama Doppelganger), que é mais forte, poderosa e rápida.

### Lara Croft and the Guardian of Light
"A história de Lara Croft and the Guardian of Light gira em torno de um conflito no passado entre deuses da guerra por um artefato chamado Mirror of Smoke. O vilão Xolotl acabou derrotado por Totec, que ficou “enterrado” no espelho. Cerca de 2000 anos mais tarde, Lara encontra o artefato, que é roubado por mercenários e, com isso, o mal volta à tona. Agora, a heroína e Totec, que retorna à Terra, precisam dar um jeito de consertar a situação."

### Tomb Raider(2013)
O jogo é um recomeço total na série Tomb Raider. O jogo narra a historia de uma Lara Croft muito jovem, após sofrer um naufrágio, se encontra sozinha e isolada em uma ilha japonesa, descobrindo mais tarde, que alguns dos seus amigos e colegas ainda estão vivos. Ela já provou ser uma sobrevivente, mas à beira de uma aventura extraordinária. Presa nas garras de uma ilha enigmática, Lara e os seus amigos são capturados por nativos hostis, sendo confrontada com uma decisão traumática e de definição de caráter. Nesta ilha, as forças além de seu controle não deixarão outra alternativa a Lara a não ser impiedosamente lutar pela sua vida e pela dos seus colegas e amigos.
O jogo recebeu críticas muito positivas, entre elas 9.1/10 do site IGN.
48 horas depois do lançamento do jogo, já existiam mais de 1 milhão de jogadores online.
O jogo foi lançado a 5 de março de 2013 para Xbox 360, PlayStation 3 e Microsoft Windows.

### Rise of the Tomb Raider(2015)
Em Junho de 2014, Rise of the Tomb Raider foi anunciado formalmente num comunicado de imprensa, depois de um anúncio no mesmo dia na conferência de imprensa da Microsoft. O jogo foi publicado pela Microsoft Studios em 2015 para Xbox 360 e Xbox One, com o lançamento para PC no dia 28 de janeiro de 2016 e para PlayStation no final de 2016. Camilla Luddington fez novamente o papel de Lara Croft e Rhianna Pratchett escreveu de novo o enredo do jogo.

### Lara Croft and the Temple of Osiris
Lara Croft and the Temple of Osiris foi uma continuação direta de Lara Croft and the Guardian of Light, com perspectiva isométrica possibilitando que até quatro jogadores em modo cooperativo, sendo dois humanos (Lara e um homem chamado Carter) e dois deuses da mitologia egípcia (Ísis e Hórus).
O game foi lançado nos consoles da atual geração, PS4 e Xbox One e também para o PC.

### Shadow of the Tomb Raider
Em 15 de março de 2018, a Square Enix confirmou que uma continuação de Rise of the Tomb Raider estava em desenvolvimento e programada para ser lançada em 14 de setembro de 2018 para o Microsoft Windows, PlayStation 4 e Xbox One. No mesmo dia, um teaser trailer foi lançado mostrando Lara Croft em um ambiente montanhoso. O jogo foi revelado em 27 de abril de 2018 com um trailer, screenshots e uma demonstração de uma hora para os membros da imprensa. Um passe de temporada também foi anunciado, o que dá aos jogadores acesso a sete "caminhos" que incluem novas narrativas, missões, tumbas, armas, roupas, aprimoramentos e habilidades.

## Filmes
Recentemente a ideia de Tomb Raider foi expandida além dos jogos de computador e de consoles, incluindo os filmes Lara Croft: Tomb Raider, de 2001, e Lara Croft Tomb Raider: The Cradle of Life, de 2003, ambos com Angelina Jolie a interpretar o papel de Lara Croft.
Uma percentagem dos fãs afirma que a adaptação para filme, é um pobre tributo para o jogo, embora Jolie, após críticas em redor de ser uma actriz norte-americana a interpretar uma personagem britânica, foi considerada como a pessoa ideal para o papel.
| Filme                     | Data de lançamento  | Diretor(es)    | Roteirista(s)                              | História(s)                                              | Produtor(es)                                |
| Série Original            | Série Original      | Série Original | Série Original                             | Série Original                                           | Série Original                              |
| ------------------------- | ------------------- | -------------- | ------------------------------------------ | -------------------------------------------------------- | ------------------------------------------- |
| Lara Croft: Tomb Raider   | 15 de junho de 2001 | Simon West     | John Zinman e Patrick Massett              | Mike Werb, Simon West, Sara B. Cooper e Michael Colleary | Lloyd Levin, Colin Wilson e Lawrence Gordon |
| Lara Croft: Tomb Raider 2 | 25 de julho de 2003 | Jan de Bont    | Dean Georgaris                             | James V. Hart e Steven E. de Souza                       | Lloyd Levin e Lawrence Gordon               |
| Série Reboot              |                     |                |                                            |                                                          |                                             |
| Tomb Raider               | 16 de março de 2018 | Roar Uthaug    | Alastair Siddons e Geneva Robertson-Dworet | Evan Daugherty e Geneva Robertson-Dworet                 | Graham King                                 |
| Tomb Raider: Obsidian     | TBA                 | Misha Green    | Misha Green                                | Misha Green                                              | Graham King e Elizabeth Cantillon           |

### Lara Croft: Tomb Raider
Os planetas do Sistema Solar estão para se alinhar - um fato que ocorre a cada 5.000 anos - e o Illuminati, uma sociedade secreta, procura um artefato chamado "O Triângulo da Luz", que é capaz de controlar o tempo. Lara Croft, através de um segredo que envolve seu pai, terá que encontrar e destruir o artefato antes que o Illuminati se apodere dele. Este filme foi lançado no ano de 2001.

### Lara Croft Tomb Raider: A Origem da Vida
Lara Croft precisa reencontrar a Caixa de Pandora, que de acordo com antiga lenda grega, contém todas as pragas. Um malvado cientista quer dominar a perigosa Caixa, mas para isso é preciso saber chegar à Origem da Vida, e a única maneira para saber onde o local se encontra é através de um orbe, que funciona como um mapa. Lara conta com ajuda do mercenário Terry, seu ex-namorado, que é morto por ela ao tentar levar a caixa de pandora. Este filme foi lançado em 2003.

### Reboot
No inicio de Março de 2011, a GK Films anunciou ter comprado os direitos de Tomb Raider, para começar uma nova sequencia, prometida para 2013. O filme foi um "reboot", seguindo o rumo do jogo lançado também em 2013. Somente em 2016 anunciaram que o filme seria estrelado por Alicia Vikander, e dirigido por Roar Uthang. Tomb Raider estreou no dia 16 de março de 2018.

## Histórias em Quadrinhos
Tomb Raider foi licenciado à Top Cow Productions, a qual já publicou um grande número de histórias em quadrinhos de Tomb Raider desde 1999. Também aconteceram diversos crossovers com personagens de outras publicações da Top Cow, como Fathom, The Darkness e Witchblade.
A edição de estréia de Tomb Raider foi a revista em quadrinhos mais vendida de 1998 nos Estados Unidos.
No Brasil, a editora Abril Jovem distribuiu as quatro primeiras edições através da revista Ação Games. Mais tarde, a editora Devir publicou duas edições especiais encadernadas de Tomb Raider: Saga da Máscara da Medusa e Em Busca de Shangri-La.
Atualmente, as histórias em quadrinhos de Tomb Raider estão sendo produzidos por Gail Simone, com a editora Dark Horse.